# 彭偃
彭偃（？—784年），唐朝大臣。
大历末年任彭偃都官员外郎。剑南东川观察使李叔明上书想要削弱佛教、道教的势力，彭偃反对，而被唐代宗采纳。彭偃郁郁不得志，朱泚叛乱时，藏匿在田家，为朱泚所俘，擢为中书舍人，辞令都出自其手。朱泚之乱被平定，彭偃被处斩。